# Zschopau (rivière)
La Zschopau est une rivière d'Allemagne dont le cours fait 128km de long. Affluent de la Mulde de Freiberg, en Saxe, elle prend sa source dans les Monts Métallifères au nord du Fichtelberg à une altitude de 1 070 m. et se dirige vers le nord. Elle traverse les localités de Schlettau, Wolkenstein, Zschopau, Flöha, Frankenberg Mittweida et Waldheim. À Kriebstein, la rivière est retenue par le barrage du même nom. Elle se jette dans la Mulde de Freiberg à hauteur du village de Schweta, près de Döbeln.

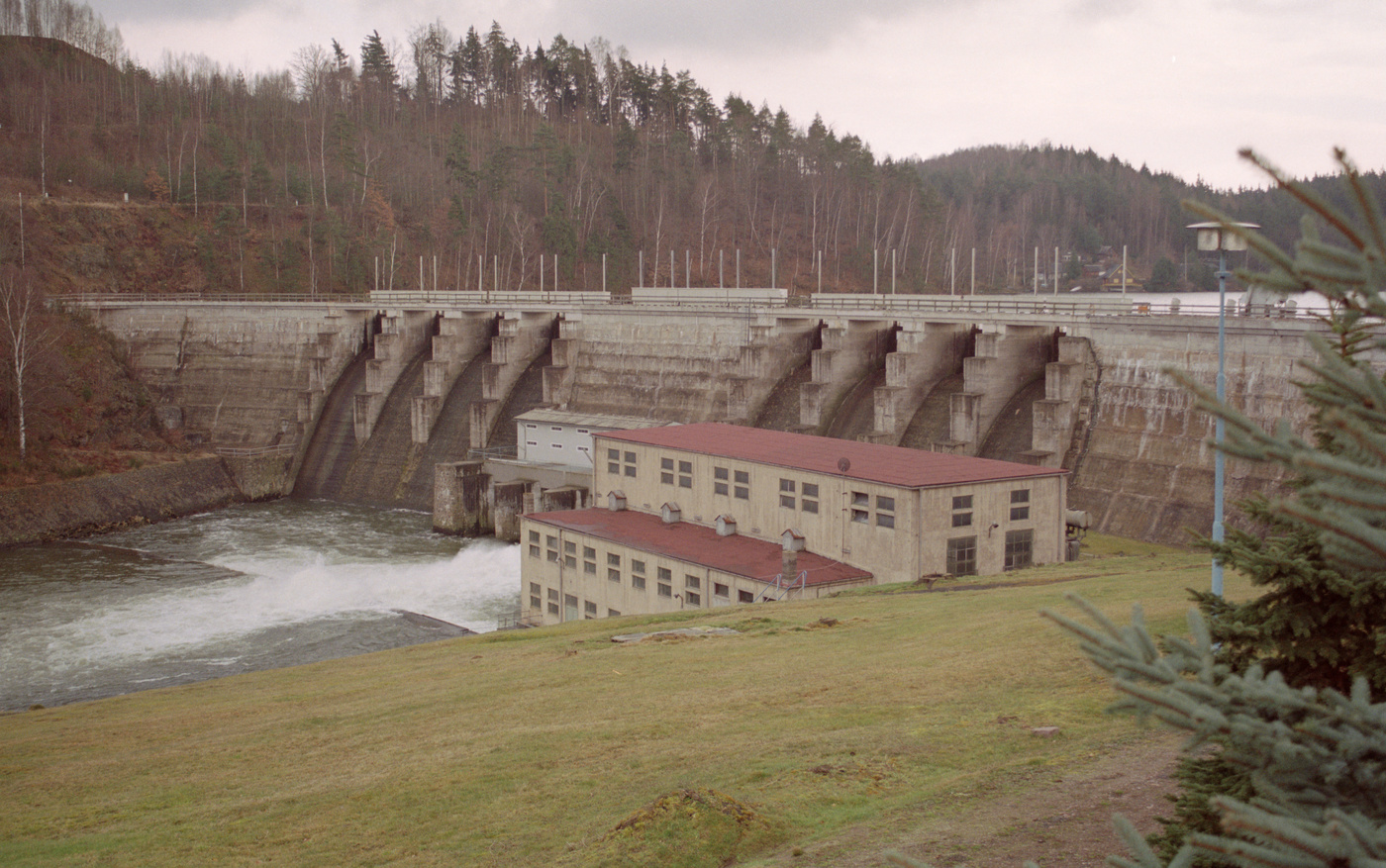
Barrage de Kriebstein